# Saint-Léger-de-Montbrun
Saint-Léger-de-Montbrun is een gemeente in het Franse departement Deux-Sèvres (regio Nouvelle-Aquitaine) en telt 1155 inwoners (2004). De plaats maakt deel uit van het arrondissement Bressuire.

## Geografie
De oppervlakte van Saint-Léger-de-Montbrun bedraagt 30,3 km², de bevolkingsdichtheid is 38,1 inwoners per km².
De onderstaande kaart toont de ligging van Saint-Léger-de-Montbrun met de belangrijkste infrastructuur en aangrenzende gemeenten.

## Demografie
Onderstaande figuur toont het verloop van het inwonertal (bron: INSEE-tellingen).